# رعد (اسم)
رعد هو اسم علم مذكر من أصل عربي، ومعناه هو صوت السحاب من الفعل رعد السحاب اسمع الرعد الصوت المجلجل.

## شخصيات تحمل الاسم
- رعد بن زيد (18 فبراير 1936 – )
- رعد بندر (1944 – 2007)
- رعد حمودي (لاعب كرة قدم عراقي، 20 أبريل 1953 – )
- رعد خلف (1964 – )
- رعد عبد القادر (1953 – 2003)
- رعد مجيد الحمداني (20 يونيو 1951 – )
- رعد محمد الكردي (قارئ قرآن كريم، 16 أبريل 1991 – )
- رعد مولود مخلص (سياسي عراقي، 1948 – )

## شخصيات خيالية تحمل الاسم
- رعد

## وصلات خارجية
- موسوعة السلطان قابوس لأسماء العرب نسخة محفوظة 5 أبريل 2019 على موقع واي باك مشين.